# Torta Quemada
Torta Quemada es una localidad argentina ubicada en el departamento 25 de Mayo de la Provincia de Misiones. Depende administrativamente del municipio de 25 de Mayo, de cuyo centro urbano dista unos 16 km.
En 1991 se censaron 114 personas, pero en 2001 su población se consideró rural dispersa.

## Vías de acceso
Se desarrolla sobre la Ruta Provincial 219, que la comunica al norte Camión Cue y la Ruta Nacional 14, y al sur con la Ruta Provincial 2. Un camino vecinal la une al oeste con 25 de Mayo.